# Janosch Littig
Janosch Littig (* 21. Dezember 1983 in Trier) ist ein deutscher politischer Beamter (Bündnis 90/Die Grünen). Seit April 2023 ist er Staatssekretär und Amtschef im Ministerium für Familie, Frauen, Kultur und Integration Rheinland-Pfalz.

## Leben
Littig legte 2003 das Abitur am Friedrich-Spee-Gymnasium in seiner Heimatstadt Trier ab. Er studierte Politikwissenschaft im Hauptfach sowie Soziologie und Rechtswissenschaft als Nebenfächer an der Johannes Gutenberg-Universität Mainz. Er schloss das Studium 2011 mit dem Magister Artium ab. Von 2011 bis 2014 war er als Referent der Fraktion der Grünen im Landtag Rheinland-Pfalz tätig. Von 2014 bis 2017 war er persönlicher Referent der Ministerin Ulrike Höfken. Von 2017 bis 2018 war er im Referat für Parlaments- und Kabinettsangelegenheiten im rheinland-pfälzischen Ministerium für Umwelt, Energie, Ernährung und Forsten tätig. Von 2018 bis 2021 amtierte er als stellvertretender Sprecher der Landesregierung von Rheinland-Pfalz (Kabinett Dreyer II). Von 2021 bis 2023 war er Büroleiter der Ministerin Katharina Binz.
Am 25. April 2023 wurde Littig als Nachfolger von David Profit zum Staatssekretär und Amtschef im Ministerium für Familie, Frauen, Kultur und Integration Rheinland-Pfalz ernannt.
Littig ist verheiratet, hat zwei Kinder und lebt in Saulheim.